# Antonio Tantardini

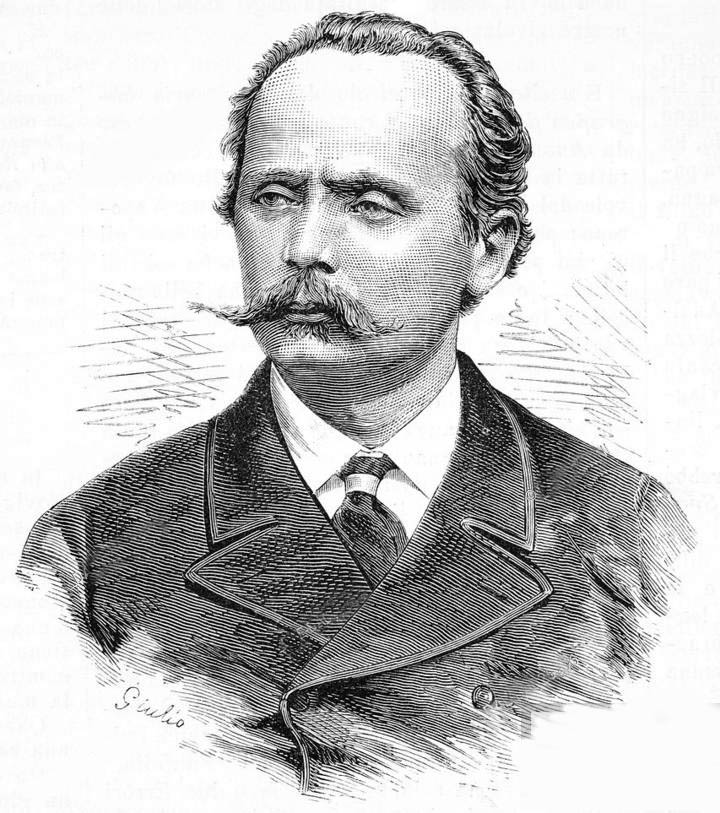
Antonio Tantardini (1879)

Antonio Tantardini (* 12. Juni 1829 in Mailand; † 7. März 1879 ebenda) war ein italienischer Bildhauer.

## Leben

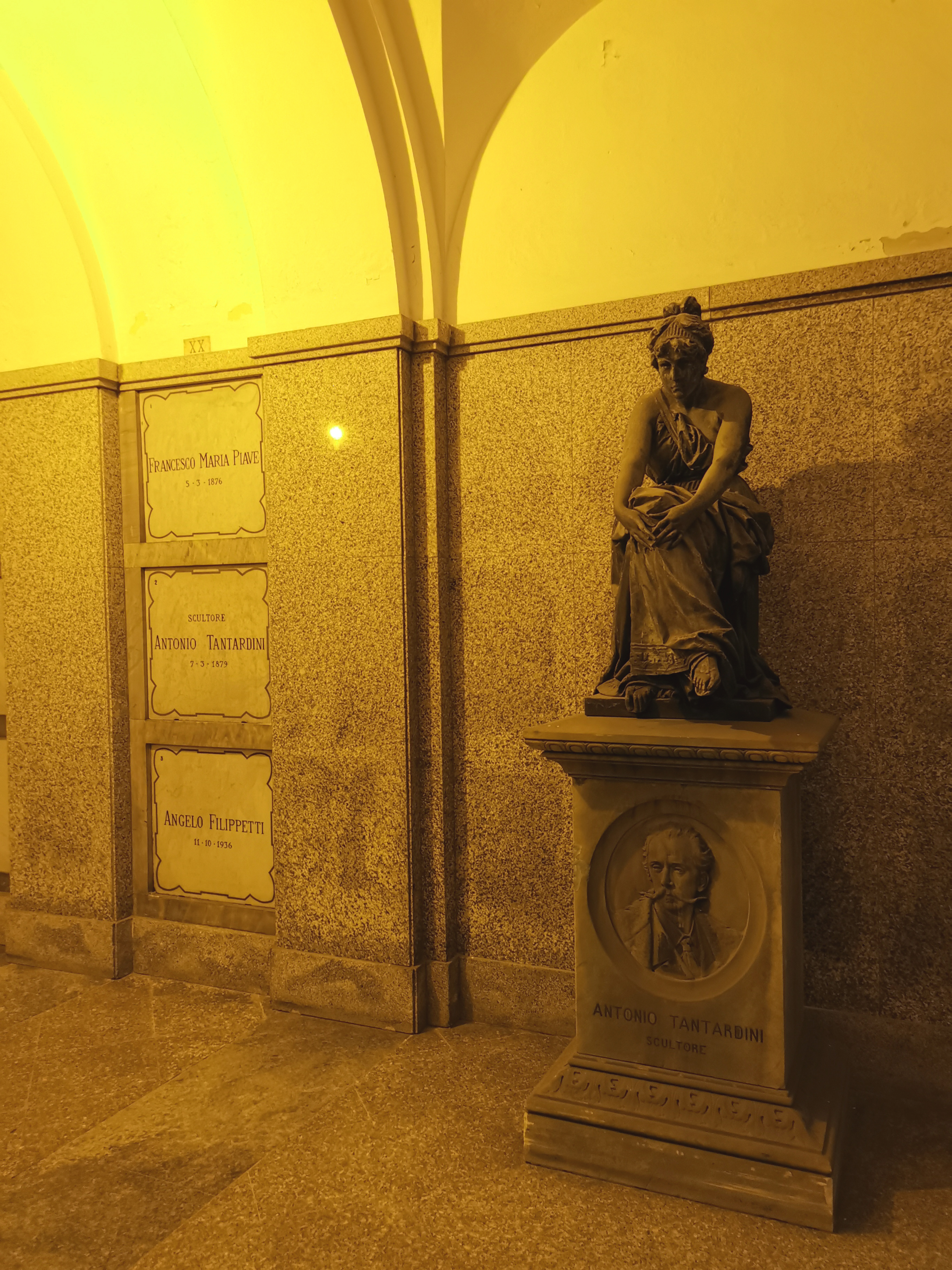
Grab auf dem Cimitero Monumentale Mailand

Antonio Tantardini studierte ab 1842 an der Accademia di Belle Arti di Brera bei Pompeo Marchesi und anschließend in Florenz. 1852 sorgte er mit seinem in der Accademia di Brera ausgestellten Werk Kain für Aufsehen. In der Folge erhielt er zahlreiche Aufträge für Denkmäler, religiöse Skulpturen, Grabmäler und Gebäudedekorationen. In den letzten Jahren beschäftigte er mehrere Mitarbeiter und Gehilfen, um die vielen Aufträge auszuführen. Seine Arbeiten zeigte er auf Ausstellungen unter anderem 1861 in Florenz, 1862 in London, 1866 in Berlin, 1873 in Wien und 1876 in Philadelphia. Er unterrichtete auch als Professor an der Accademia di Brera. Zu seinen Schülern zählen unter anderen Francesco Barzaghi und Antonio Spagnoli.
Tantardini, der neben Marchesi auch von Lorenzo Bartolini und Vincenzo Vela beeinflusst wurde, stand am Übergang vom Klassizismus zur Romantik, die sich zum Naturalismus weiterentwickelte. Seine Werke verbinden Monumentalität mit weichen naturalistischen Umrissen.

## Werke

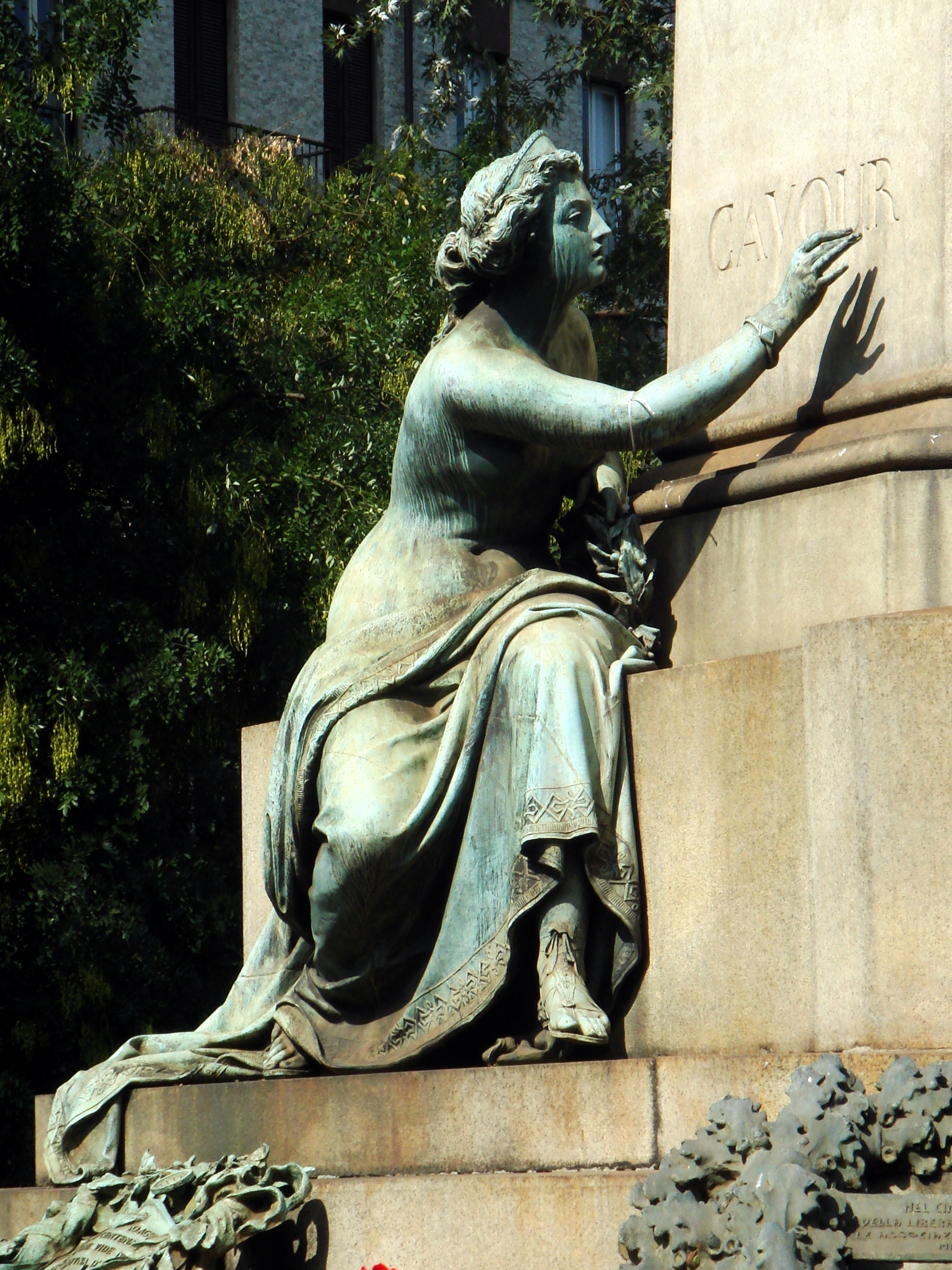
Allegorische Frauengestalt am Fuße des Cavour-Denkmals

- Basrelief Die Geburt Mariens, Mailänder Dom, 1863
- Denkmal für Antonio Bordoni, Universität Pavia, 1864
- Marmorgruppe Faust und Margarethe für Giovanni Antona Traversi, heute in der Galleria d’Arte Moderna, Mailand, 1864
- Denkmal für Camillo Benso von Cavour, Mailand, 1865 (zusammen mit Odoardo Tabacchi)
- Grabdenkmal für die Familie Prandoni, Cimitero Monumentale, Mailand, 1867
- Kenotaph für Conte Teodoro Lechi, Cimitero Vantiniano, Brescia, 1867
- Monument für die Gefallenen des Jahres 1848, Vicenza, 1871
- Denkmal für Tommaso Grossi in Bellano, 1871
- Marmorstatue Alessandro Voltas, Universität Pavia, 1878
- Kolossalstatue des Mose im Hof des Erzbischöflichen Palais, Mailand
- vier Marmorlöwen, Ponte dei Leoni, Monza[3]